# Nike Viper I
Die Nike Viper I war eine US-amerikanische Höhenforschungsrakete.

## Aufbau
Nach Angaben der Encyclopedia Astronautica bestand die Nike Viper I aus einer Nike-Startstufe und einer Viper-Oberstufe. Die Gipfelhöhe der Nike Viper soll 80 Kilometern, betragen haben, bei einem Startschub von 217,00 kN, einer Startmasse von 600 Kilogramm und einer Länge von 8,00 Meter.

## Einsatz
Im Laufe des Jahres 1960 wurden vier Exemplare des Typs gestartet. Als Startplatz diente Point Arguello, seit Juli 1964 Teil der Vandenberg Air Force Base.